# SA-3车钩

SA3车钩连接注解（俄文）

SA3车钩（俄语：Автосцепка СА-3）是一种主要在苏联（包括苏联解体后独立的原苏联加盟共和国铁路）和芬兰、蒙古三国铁路使用的铁路车钩。

## 车钩运用
- SA3车钩的好处在于可以牵引5000-6000吨（11,000,000-13,000,000磅）的列车，因此苏联在二战结束后采用了该款车钩，而且运输能力增加了一倍。
- 连接乌克兰乌日哥罗德和斯洛伐克科希策宽轨铁路也采用SA3车钩，方便机车牵引来自于乌克兰的铁矿列车。
- 运转于挪威和瑞典之间的IORE型电力机车（即中国的HXD3B型电力机车的前身）也采用SA3车钩，方便机车牵引铁矿列车。
- 中国在中俄、中蒙、中哈边境使用的北京型、DF5、DF7C、DF7G、DF12型宽轨口岸柴油机车也采用SA3车钩。

## 图库

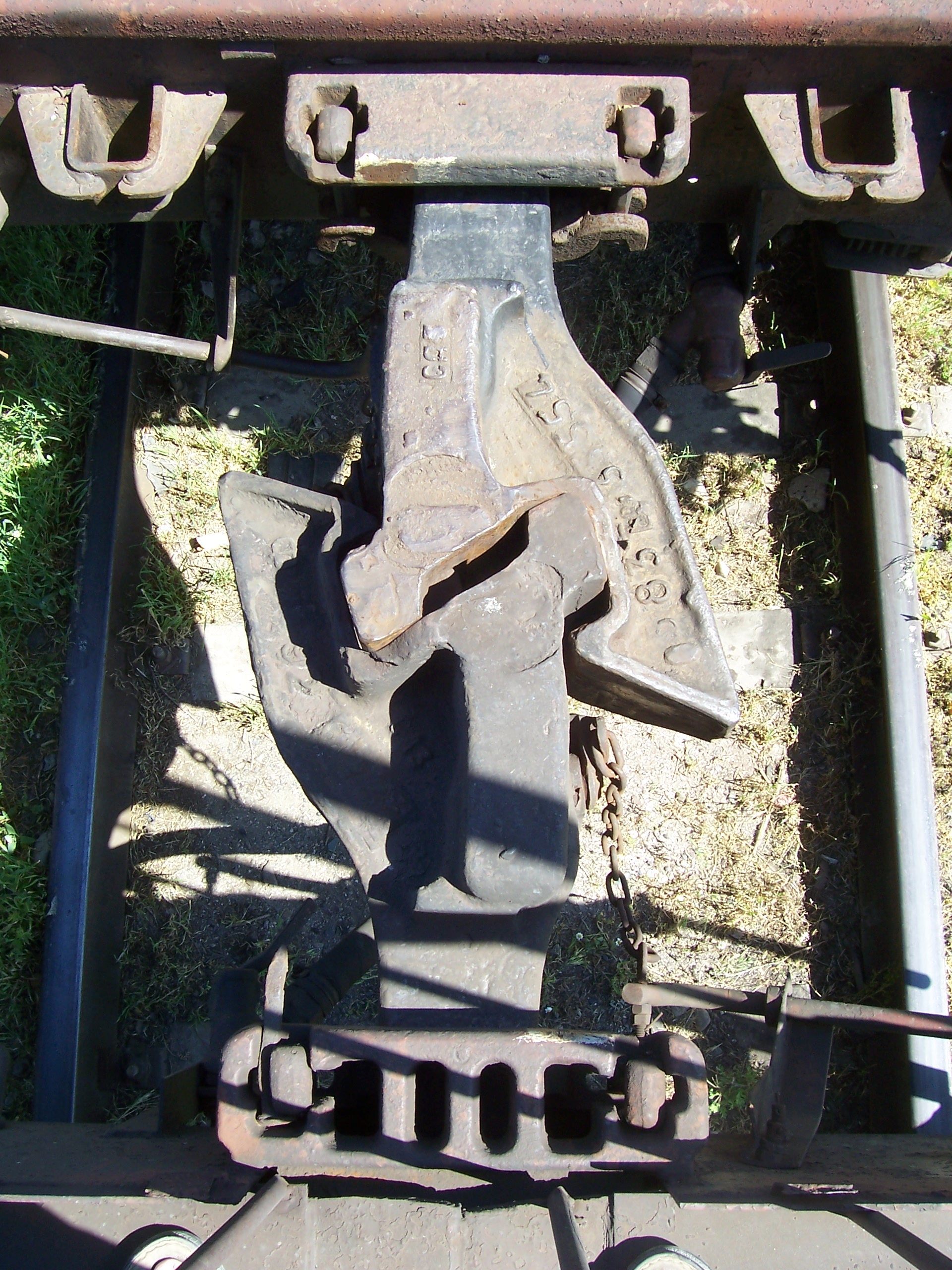
SA3车钩连接时的状态
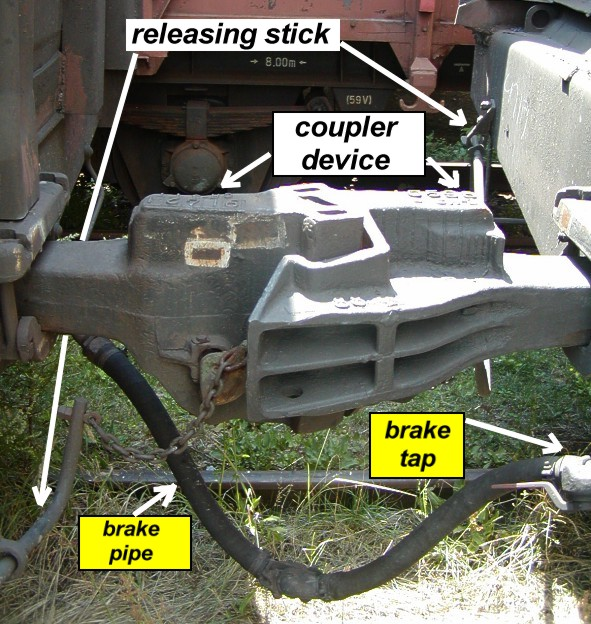
SA3车钩连接的英文注解
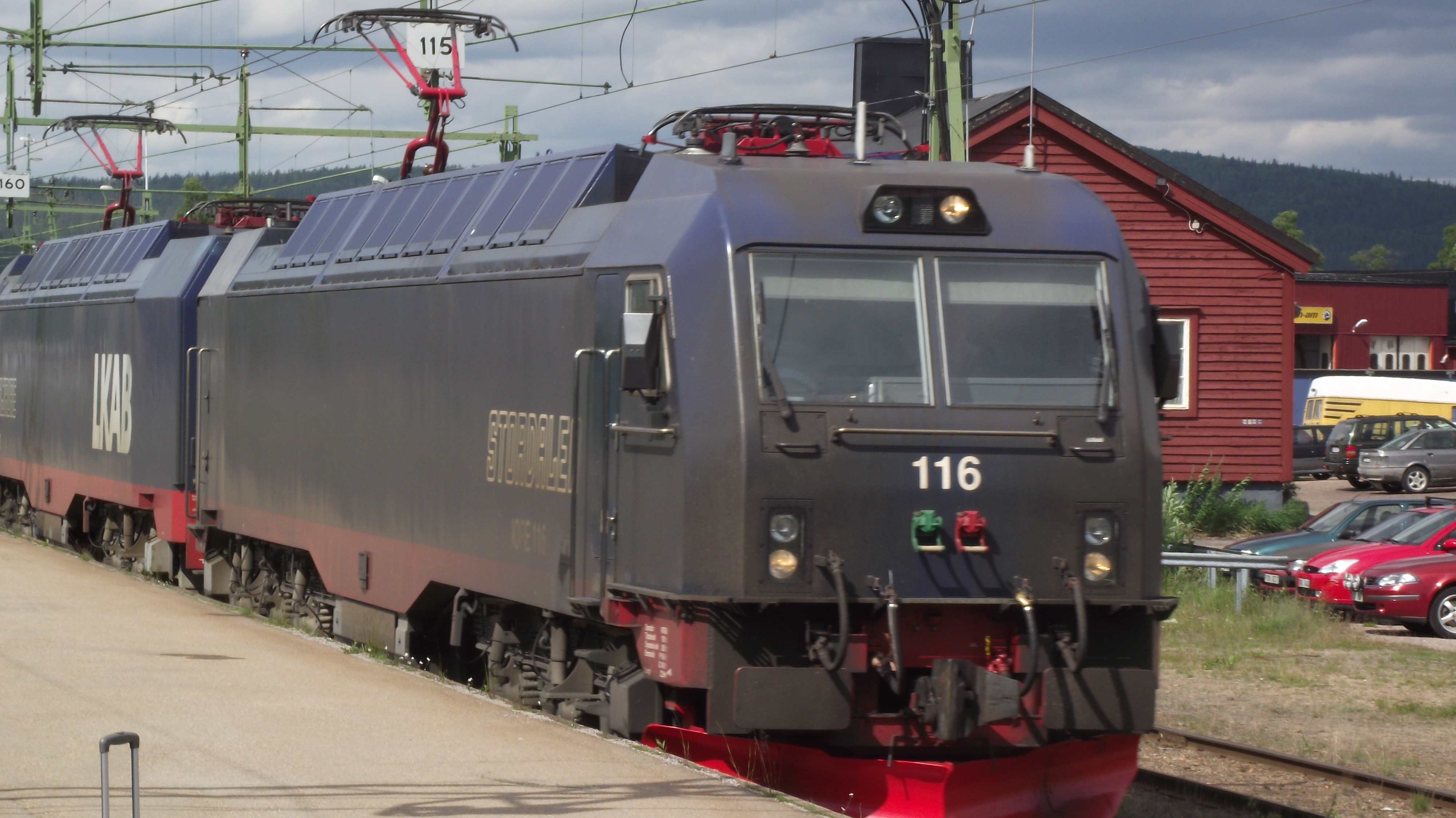
采用SA3车钩的IORE型电力机车
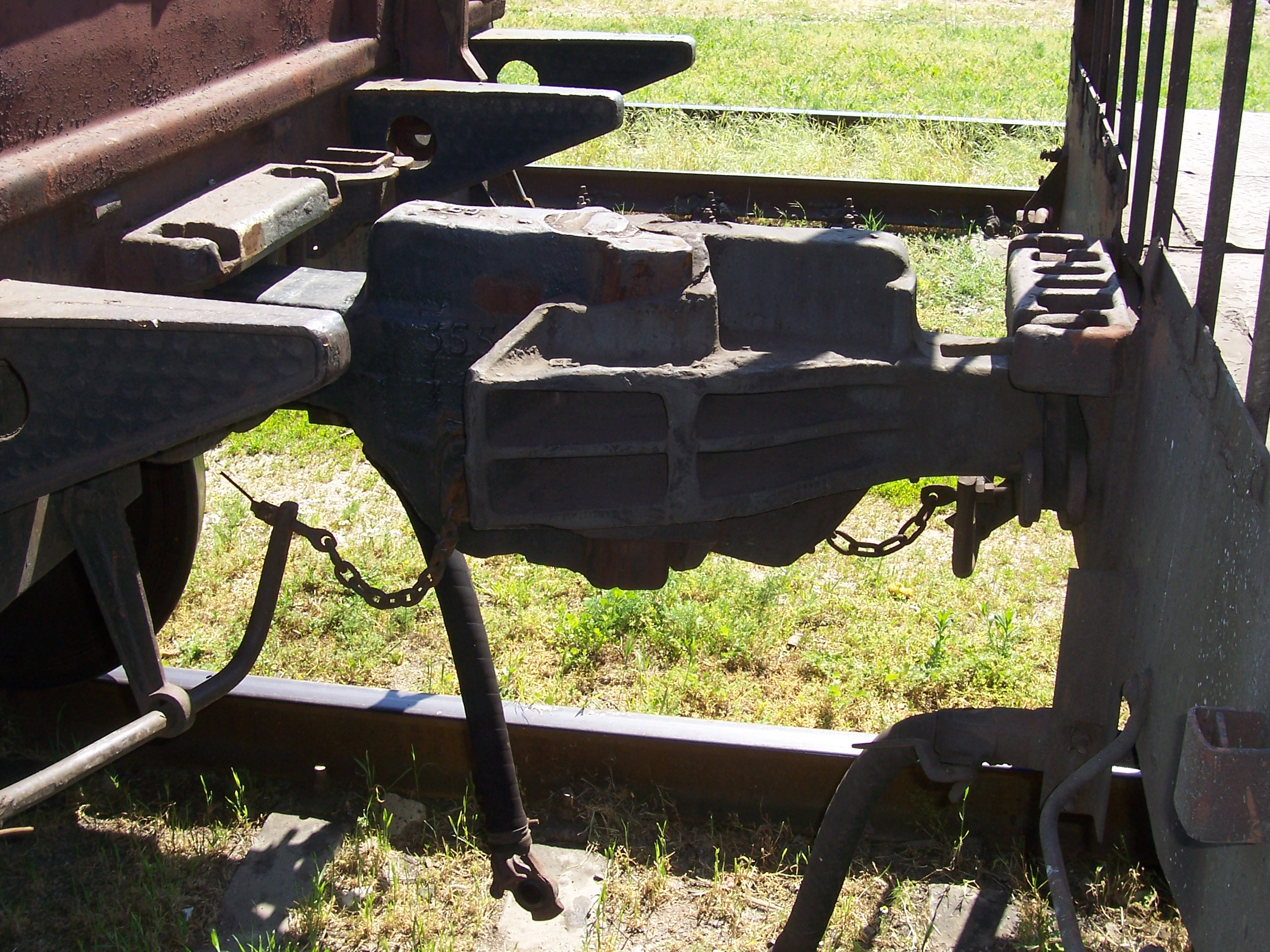
SA3车钩连接时（注意两节车厢没有挂制动管）的状态